# Lepidozona regularis
Lepidozona regularis är en blötdjursart som först beskrevs av Carpenter 1855.  Lepidozona regularis ingår i släktet Lepidozona och familjen Ischnochitonidae. Inga underarter finns listade i Catalogue of Life.